# Uracanthus bistriolatus
Uracanthus bistriolatus là một loài bọ cánh cứng trong họ Cerambycidae.